# Jodel D9
Le Jodel D9, dit « Bébé Jodel » est un avion léger monoplace de la société française Jodel. C'est un avion monoplan à aile basse construite d'un seul tenant, à empennage conventionnel et train classique. Plus de 800 exemplaires ont été construits sur plans par des constructeurs amateurs dans le monde.
La conception simple de sa structure en bois et toile, le rendant facile à réaliser sans outillage spécial, et l'économie de son moteur d'origine automobile (moteur Volkswagen à refroidissement par air) ont fait du D9 l'un des appareils les plus construits par les amateurs et les aéroclubs.
Le premier exemplaire du D9 est exposé au Musée de l'air et de l'espace du Bourget.

## Spécifications
Le train classique est équipé d'amortissement par blocs caoutchouc.